# 오노 에레나
오노 에레나(小野 恵令奈, 1993년 11월 26일 ~ )는 일본 여성 아이돌 그룹 AKB48의 팀K의 멤버. 2010년 9월 27일부로 AKB48를 졸업했다.
도쿄 도 출신. 2014년 7월 15일부로 연예계 은퇴하고 일반인이 됐다.

## 출연

### 드라마
- 2010년 TV 도쿄 드라마 24 마지스카 학원 ... 에레나 역

## 음반

### 싱글
1. えれぴょん (2012년 6월 13일)
2. えれにゃん (2012년 10월 3일)
3. Say!!いっぱい (2012년 12월 26일)
4. 君があの日笑っていた意味を。(2013년 3월 6일)
5. ファイティング☆ヒーロー (2013년 5월 29일)

### 앨범
1. ERENA (2013년 6월 19일)